# Eid al-Ghadir
Eid al-Ghadir (Arabisch: عید الغدیر) is een sjiitische feestdag en wordt beschouwd als een van de belangrijke heilige feesten van de sjiitische islam.
Eid al-Ghadir wordt jaarlijks op 18 Dhu 'l-Hidja gevierd ter herinnering aan het aanwijzen van Ali ibn Abi Talib als opvolger van de profeet Mohammed.
Voor zijn dood maakte Mohammed de afscheids-bedevaart, zijn laatste bedevaart van Medina naar Mekka. Na afloop van zijn afscheidspreek op de berg Arafat keerde hij terug naar Medina. Op zijn terugreis stopte hij bij Khumm en wees hij Ali ibn Abi Talib, zijn neef en schoonzoon, aan als de 'meester van de gelovigen'.
De rol van Ali is het grootste geschilpunt tussen sjiitische en soennitische moslims. Eid al-Ghadir is een officiële feestdag in Iran omdat de sjiitische islam de staatsgodsdienst is van het land.